# Kakaré Ini
Kakaré Ini, más néven Intef ókori egyiptomi vagy núbiai uralkodó Alsó-Núbiában; valószínűleg az egyiptomi XI. dinasztia végének, XII. dinasztia elejének uralkodóival egyidőben volt hatalmon, a középbirodalom elején, vagy a második átmeneti korban, I. Noferhotep uralkodása után. Bár ő a legjobban attestált núbiai uralkodó ebből az időszakból, tevékenységéről semmit nem tudni.

## Említései
Az ebből a korból ismert három núbiai uralkodó – Kakaré Ini, Szegerszeni és Iibhentré – közül neki maradt fenn a legtöbb említése. Teljes királyi titulatúrája is ismert, köszönhetően a tizenhat sziklafeliratnak, amely megörökítette az alsó-núbiai Umbarakabban, Mudenejarbanm Guthniszban, Taifában, Abu Szimbelben és Toskában. Ezek a feliratok azonban csak a titulatúráját közlik, néha csak a kártusát, és további részletekbe nem bocsátkoznak. A toskai feliraton neve Iibhentréé mellett szerepel, Darrell Baker feltételezése szerint azonban ez csak helyhiánynak köszönhető, és nem jelzi, hogy a két uralkodó bármiféle kapcsolatban állt volna egymással. Így nem tudni, milyen kapcsolat állt fenn Kakaré Ini, Iibhentré és Szegerszeni között.
Kakaré Ini nevét egyiptomi királylisták nem említik.

## Neve
Kakaré személyneve Ini, bár helyenként Intef vagy Antef néven is említik. Érdekes módon a sza Ré („Ré fia”) jelző, ami hagyományosan az uralkodó személyneve előtt áll, itt a kártuson belülre került, így a név részét képezi.

## Datálása
Kakaré Ini alsó-núbiai uralkodó és egyiptomi trónkövetelő lehetett a XI. dinasztiához tartozó IV. Montuhotep uralkodása, valamint a XII. dinasztia első uralkodója, I. Amenemhat első évei alatti zavaros időszakban. Mindkét uralkodónak nehézségei akadtak azzal, hogy az egész ország fölött elismertessék fennhatóságukat. Tekintve, hogy Núbia az első átmeneti korban függetlenedett Egyiptomtól, Kakaré Ini egyike lehetett az utolsó núbiai uralkodóknak, akik ellenálltak és nem akartak visszatérni Egyiptom fennhatósága alá.
Török László szerint Kakaré Ini (és a két másik, ebből a korból ismert núbiai uralkodó) valamivel később éltek, a második átmeneti korban, valamivel a XIII. dinasztiabeli I. Noferhotep uralkodása után. Ezt Darrell Baker és Zbyněk Žába vitatják, szerintük Kakaré Ini a XI. dinasztia vége felé élt.

## Név, titulatúra
A fáraók titulatúrájának magyarázatát és történetét lásd az Ötelemű titulatúra szócikkben.
| G5 |

| G5 |

| s | nfr | N19 · f |

| s | nfr | N19 · f |

| s | nfr | N19 · f |

| s | nfr | N19 · f |

| G5 |

| G5 |

| s | nfr | N19 · f |

| s | nfr | N19 · f |

| s | nfr | N19 · f |

| s | nfr | N19 · f |

| G16 |

| G16 |

| F35 | N18 · N18 · I9 |

| F35 | N18 · N18 · I9 |

| G16 |

| G16 |

| F35 | N18 · N18 · I9 |

| F35 | N18 · N18 · I9 |

| G8 |

| G8 |

| F35 |

| F35 |

| G8 |

| G8 |

| F35 |

| F35 |

| M23 | L2 |

| M23 | L2 |

| N5 | A28 | D28 · Z1 |

| N5 | A28 | D28 · Z1 |

| N5 | A28 | D28 · Z1 |

| N5 | A28 | D28 · Z1 |

| N5 | A28 | D28 · Z1 |

| N5 | A28 | D28 · Z1 |

| N5 | A28 | D28 · Z1 |

| N5 | A28 | D28 · Z1 |

| M23 | L2 |

| M23 | L2 |

| N5 | A28 | D28 · Z1 |

| N5 | A28 | D28 · Z1 |

| N5 | A28 | D28 · Z1 |

| N5 | A28 | D28 · Z1 |

| N5 | A28 | D28 · Z1 |

| N5 | A28 | D28 · Z1 |

| N5 | A28 | D28 · Z1 |

| N5 | A28 | D28 · Z1 |

| G39 | N5 | \| \| |
|     |    |       |

|  |

| G39 | N5 | \| \| |
|     |    |       |

|  |

| G38 | N5 | W25 |

| G38 | N5 | W25 |

| G38 | N5 | W25 |

| G38 | N5 | W25 |

| G38 | N5 | W25 |

| G38 | N5 | W25 |

| G38 | N5 | W25 |

| G38 | N5 | W25 |

| G39 | N5 | \| \| |
|     |    |       |

|  |

| G39 | N5 | \| \| |
|     |    |       |

|  |

| G38 | N5 | W25 |

| G38 | N5 | W25 |

| G38 | N5 | W25 |

| G38 | N5 | W25 |

| G38 | N5 | W25 |

| G38 | N5 | W25 |

| G38 | N5 | W25 |

| G38 | N5 | W25 |

## Fordítás
- Ez a szócikk részben vagy egészben  a   Qakare Ini című angol Wikipédia-szócikk ezen változatának fordításán alapul.  Az eredeti cikk szerkesztőit annak laptörténete sorolja fel. Ez a jelzés csupán a megfogalmazás eredetét és a szerzői jogokat jelzi, nem szolgál a cikkben szereplő információk forrásmegjelöléseként.

## További irodalom
- Henri Gauthier, "Nouvelles remarques sur la XIe dynastie", BIFAO 9 (1911), pp. 99–136.
- Thomas Schneider, Lexikon der Pharaonen. Albatros, Düsseldorf 2002, ISBN 3-491-96053-3, p. 74.
- Arthur Weigall, A Report on the Antiquities of Lower Nubia. Cairo 1907, pls. 64-65.